# Pavel Jarero Velázquez
Miguel Pavel Jarero Velázquez (19 de octubre de 1977) es una político mexicano, miembro del partido Movimiento Regeneración Nacional (Morena) y con anterioridad del Partido de la Revolución Democrática (PRD). Ha sido presiente municipal de Santiago Ixcuintla, Nayarit y diputado federal.

## Biografía
Es licenciado en Economía egresado de la Universidad Autónoma de Nayarit (UAN) y cuenta con estudios de diplomados en Derecho Electoral y Políticas Públicas, y en Administración Pública Municipal y Gobiernos Locales.
Fue miembro del PRD a partir de 1994, en 1998 fue dirigente estudiantil en la Coordinadora Estatal para la Consulta Nacional Indígena y en 1999 presidente del comité estatal del Servicio Electoral del PRD. De 1999 a 2002 fue fefe de Organización y Evaluación del Comité de Planeación para el Desarrollo Municipal (COPLADEMUN) en Tepic.
De 2002 a 2005 fue secretario general y de Organización del comité estatal del PRD, y de 2006 a 2009 subsecretario de Organización del comité nacional del PRD. En las elecciones de 2009 fue candidato del PRD a diputado federal por el Distrito 1 de Nayarit; no logró la victoria, que correspondió a su contricante del PRI, Manuel Cota Jiménez; y de 2009 a 2011 fue integrante de la mesa directiva del Consejo Nacional del PRD.
En las elecciones estatales de 2011 fue postulado candidato del PRD a presidente municipal de Santigo Ixcuintla, logrando la victoria, y ejerciendo el cargo para el periodo de 2011 a 2014. Al término de dicho cargo, fue elegido diputado por el principio de representación proporcional a la XXXI Legislatura del Congreso del Estado de Nayarit para el periodo de 2014 a 2017.
En 2016 renunció a su militancia al PRD y se unió a Morena, que en las elecciones de 2018 lo postuló nuevamente al cargo de diputado federal por el distrito 1 del estado, logrando en esta ocasión el triunfo, para la LXIV Legislatura de dicho año a 2021. En esta legislatura fue secretario de la comisión de Economía; e integrante de las comisiones de Pesca; y, de Presupuesto y Cuenta Pública.
En las elecciones de 2021 es postulado a la reelección al mismo cargo y distrito por la coalición Juntos Hacemos Historia, logrando nuevamente el triunfo en la elección. Sin embargo, el mismo día que inicio la LXV Legislatura el 1 de septiembre de 2021, solicitó licencia al cargo al ser nombrado delegado de la Secretaría de Bienestar en Nayarit. Renunció a la delegación en noviembre de 2023 y el día 9 de aquel mes y año se reincorporó a su diputación. En la LXV Legislatura fue secretario de la comisión de Gobernación y Población; e integrante de las comisiones de Educación; y, de Vivienda.